# Конвой № 3009
Конвой № 3009 — японський конвой часів Другої світової війни, проведення якого відбувалось у жовтні 1943 року.
Пунктом призначення конвою був атол Трук (Чуук) у центральній частині Каролінських островів, де ще до війни створили потужну базу японського ВМФ, з якої до лютого 1944 року провадились операції в низці архіпелагів. Вихідним пунктом став розташований у Токійській затоці порт Йокосука (саме звідси традиційно вирушала більшість конвоїв на Трук).
Конвой № 3009 складався з кількох ешелонів, а саме:
- 3009A, до якого увійшли транспорти «Асакадзе-Мару», «Нітії-Мару», «Хокко-Мару» та флотське судно-рефрижератор «Мамія» під охороною есмінця «Оіте». Цей загін міг прямувати зі швидкістю 11 вузлів.
- 3009B, що включав судна «Удо-Мару», «Кеншин-Мару», «Сінйо-Мару» (Shinyo Maru), «Хокуйо-Мару» та «Ейко-Мару № 2» у супроводі есмінця «Юдзукі». Ешелон прямував зі швидкістю 8 вузлів.
- 3009C, до якого увійшли транспорти «Кьотокусан-Мару» (Kyotokusan Maru), «Фучо-Мару» та «Хінокі-Мару» під охороною допоміжного мисливця за підводними човнами CHa-34. Цей загін рухався зі швидкістю 8,5 вузла.

Також до охорони конвою належав есмінець «Асанагі».
Перші два ешелони вийшли з Йокосуки 9 жовтня 1943 року. Перед світанком 12 жовтня в районі за 750 км від виходу з Токійської затоки та за 500 км на північний захід від островів Огасавара американський підводний човен USS Cero атакував загін 3009A і торпедував «Мамія». Унаслідок ураження в кормову частину транспорт втратив здатність до кермування, обидва машинні відділення та один із трюмів виявились затопленими. Близько опівдня USS Cero атакував удруге і випустив шість торпед, аж чотири з яких влучили в «Мамія» (хоча одна й не здетонувала). Утім, пошкоджений корабель не затонув, і японці організували рятівну операцію, до якої залучили торпедний човен «Тідорі» (14 жовтня при наданні допомоги «Мамія» зіткнувся з транспортом, проте це не призвело до якихось серйозних наслідків), патрульний корабель PB-101 (15 жовтня вийшов з острова Тітідзіма в архіпелазі Огасавара) та плавучу базу підводних човнів «Jingei», що вирушила з Куре 16 жовтня. Спершу «Мамія», який дрейфував у районі на південний захід від островів Огасавара, був узятий на буксир «Jingei», а через якийсь час це завдання перебрав на себе транспорт «Асакадзе-Мару», що прибув до місця проведення рятувальної операції разом з есмінцями «Оіте» та «Асанагі». 17 жовтня PB-101 полишив загін та попрямував до порту Юра. До ескортування приєднувались інші кораблі, і 18 жовтня на підході до протоки Бунго (розділяє Кюсю та Сікоку), у районі якої часто діяли ворожі підводні човни, склад охорони вже включав торпедний човен «Сагі», фрегат «Ікі» та три допоміжні тральщики. 19 жовтня «Мамія» довели до пункту призначення, після чого транспорт до квітня 1944 року проходив ремонт у Куре (у підсумку це судно все ж загине під час атаки підводного човна, але вже наприкінці 1944-го у Південнокитайському морі).
Після ураження «Мамія» ешелон 3009A продовжив свій шлях на південь та вже 14 жовтня прибув на Трук. Більш повільний ешелон 3009B спершу 13 жовтня зайшов на Тітдзіму і досягнув Труку лише 20 жовтня.
Проходження ешелону 3009C затрималось аж до кінця жовтня, при цьому 25 жовтня під час проходження повз Сайпан до цього загону приєднався конвой № 3014. Незадовго до світанку 30 жовтня 3009C увійшов до лагуни Труку.